# Yoʻldosh Aʼzamov
Yoʻldosh Aʼzamov, parfois orthographié Yuldash Agzamov en anglais (en ouzbek : Yoʻldosh Aʼzamov, Йўлдош Аъзамов ; en russe : Юлдаш Агзамов), né le 10 mai 1909 à Tachkent et mort dans la même ville le 16 juin 1985, est un acteur, réalisateur, dramaturge, scénariste et producteur de cinéma ouzbek. Il est surtout connu pour ses films Maftuningman (Ravi par toi) (1958) et Oʻtgan kunlar (Les jours passés) (1967). 
Aʼzamov est considéré comme l'un des fondateurs[non neutre] de l'industrie cinématographique ouzbèke. Il reçoit de nombreux titres honorifiques et récompenses de son vivant, notamment les titres d'Artiste du peuple de la RSS d'Ouzbékistan (1970) et d'Artiste du peuple de l'URSS (1979),.

## Biographie
Yoʻldosh Aʼzamov naît le 10 mai 1909 à Tachkent. De 1926 à 1930, Aʼzamov joue au Lenfilm et au Vostokkino. À partir de 1930, il joue et réalise des films à l'Uzbekfilm. Aʼzamov meurt le 16 juin 1985 à l'âge de 75 ans. Il est enterré au cimetière de Chigʻatoy à Tachkent.
Aʼzamov est surtout connu pour ses films Maftuningman (Ravi par toi), réalisé en 1958, et O'tgan kunlar (Les jours passés), réalisé en 1967. Maftuningman est la première comédie ouzbèke et est considéré comme l'un des plus grands films ouzbeks de tous les temps.
Depuis 1939, il est réalisateur-décorateur du studio de cinéma Uzbekfilm. Membre de l'Union de la cinématographie de la RSS d'Ouzbékistan.

## Filmographie
| En tant que réalisateur | En tant qu'acteur                                                        |
| --- | ------------------------------------------------------------------------ |
| Qilich (russe: Клыч) (Qilich) (1934) | Аня (Anya) (1927)                                                        |
| Узбекский киноконцерт (Cinéma et concert ouzbeks) (1941)                                                                                     | Земля жаждет (ouzbek : Yer chanqogʻi) (La soif de la Terre) (1930)       |
| Tohir va Zuhra (Tohir et Zuhra) (1945) | Последний бек (Le Dernier Bey) (1930)                                    |
| Во имя счастья (Au nom du bonheur ) (1956)                                                                                                   | Yuksalish (russe : Подъем) (L'Ascension) (1931)                          |
| Maftuningman (russe : Очарован тобой) (Ravi de vous) (1958)                                                                                  | Sayyod qoʻngʻirogʻi (russe : Колокол Саята) (La Cloche de Sayyod) (1966) |
| Рыбаки Арала (Les pêcheurs de l'Aral) (1958)                                                                                                 | Hayot tunda o'tib ketdi (russe : Парень и девушка) (1968)                |
| Fourkat (russe : Фуркат) (Furqat) (1959) | Oʻtgan kunlar (russe : Минувшие дни ) ( Days Gone By) (1969)             |
| Отвергнутая невеста (La Mariée Rejetée) (1961)                                                                                               | Olovli soʻqmoqlar (russe : Горячие тропы) (Chemins chauds) (1971)        |
| Дорога за горизонт (La route au-delà de l'horizon) (1963)                                                                                    |                                                                          |
| Abdulla Nabiyev (russe: Пятеро из Ферганы) (Abdulla Nabiyev) (1963)                                                                          |                                                                          |
| Листок из блокнота (Une page d'un cahier) (1965)                                                                                             |                                                                          |
| Sayyod qoʻngʻirogʻi (russe: Колокол Саята) (La Cloche de Sayyod) (1966)                                                                      |                                                                          |
| Oʻtgan kunlar (russe: Минувшие дни) (Days Gone By) (1969)                                                                                    |                                                                          |
| Olovli soʻqmoqlar (russe: Горячие тропы) (Les chemins ardents) (1971)                                                                        |                                                                          |
| Mehrobdan chayon (Zulmatni tark etib) (russe : Скорпион из алтаря (Побег из тьмы)) (Scorpion in the Chair (The Escape from Darkness)) (1973) |                                                                          |
| Odamlar tashvishida (russe: Ради других) (Pour les autres) (1976)                                                                            |                                                                          |
| Ota nasihati (russe: Отцовский наказ) (Les conseils d'un père) (1979)                                                                        |                                                                          |
| Katta va qisqa hayot (russe: Большая короткая жизнь) (Grande et courte vie) (1981)                                                           |                                                                          |
| Пароль — «Отель Регина» (ouzbek: Parol — «Regina mehmonxonasi») (Mot de passe: The Hotel Regina) (1983)                                      |                                                                          |

## Voir également
- Gani Aʼzamov
- Yodgor Sa'diyev
- Husan Sharipov
- Bahodir Yoldoshev